# Rocky Hill Wildlife Sanctuary
Das Rocky Hill Wildlife Sanctuary ist ein 421 Acres (1,7 km²) umfassendes Schutzgebiet bei Groton im Bundesstaat Massachusetts der Vereinigten Staaten. Es wird von der Massachusetts Audubon Society verwaltet.

## Schutzgebiet
Das Schutzgebiet ist Teil einer bundesstaatlichen Area of Critical Environmental Concern und wurde nach den Felsvorsprüngen und großen Felsblöcken benannt, welche die dortige Landschaft prägen. Zudem gibt es ausgedehnte Waldgebiete, die einen Lebensraum unter anderem für Biber, Elche, Kanadareiher, Truthahngeier, Waldfrösche und Baumstachelschweine bieten. Insgesamt wurden nahezu 100 Vogel- und über 240 Pflanzenarten im Schutzgebiet gezählt. Besuchern stehen 3 mi (4,8 km) Wanderwege zur Verfügung.